# Pilars d'Aixoka

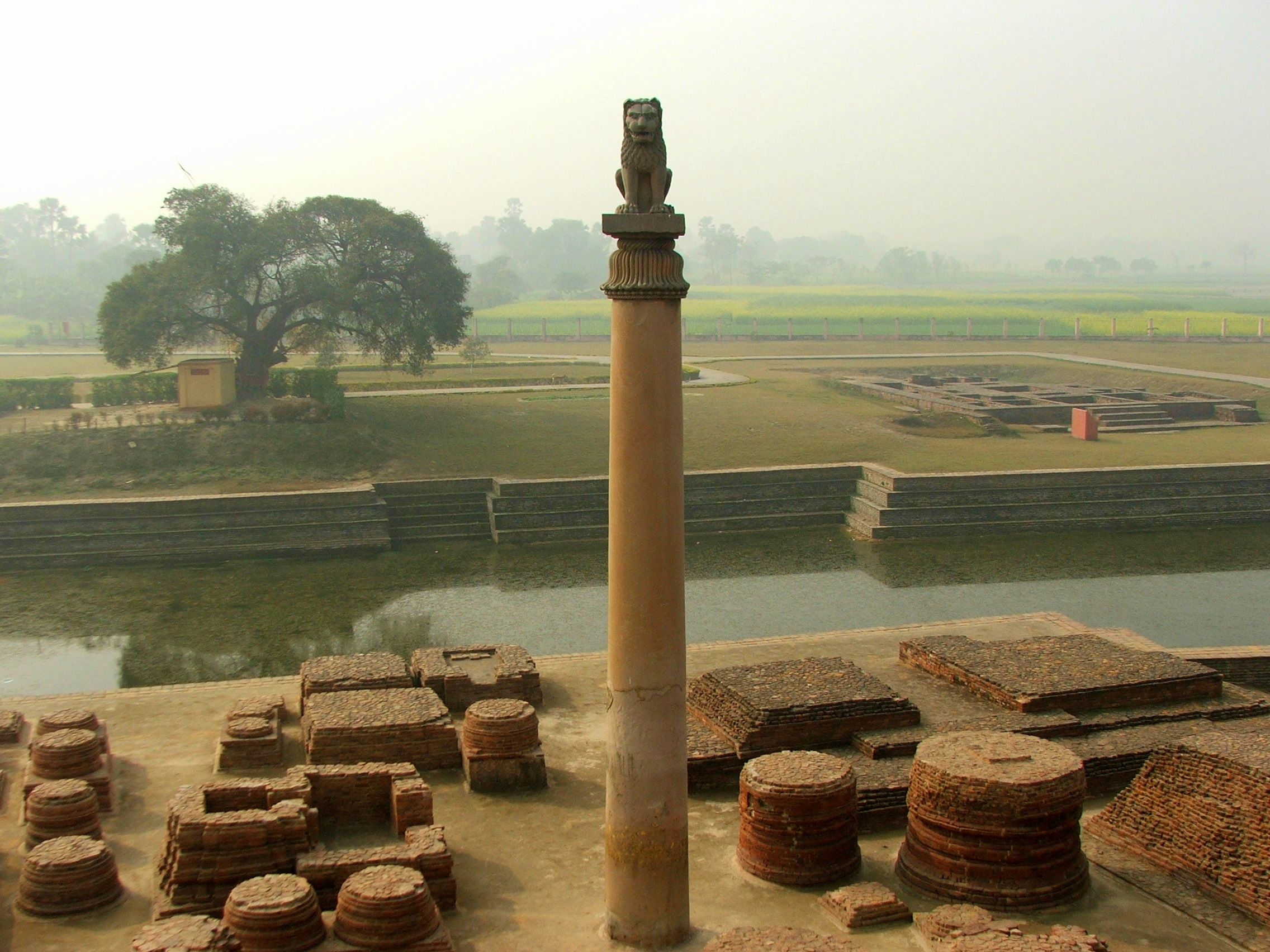
Vista del pilar de Vaishali, que no posseeix un edicte d'Aixoka

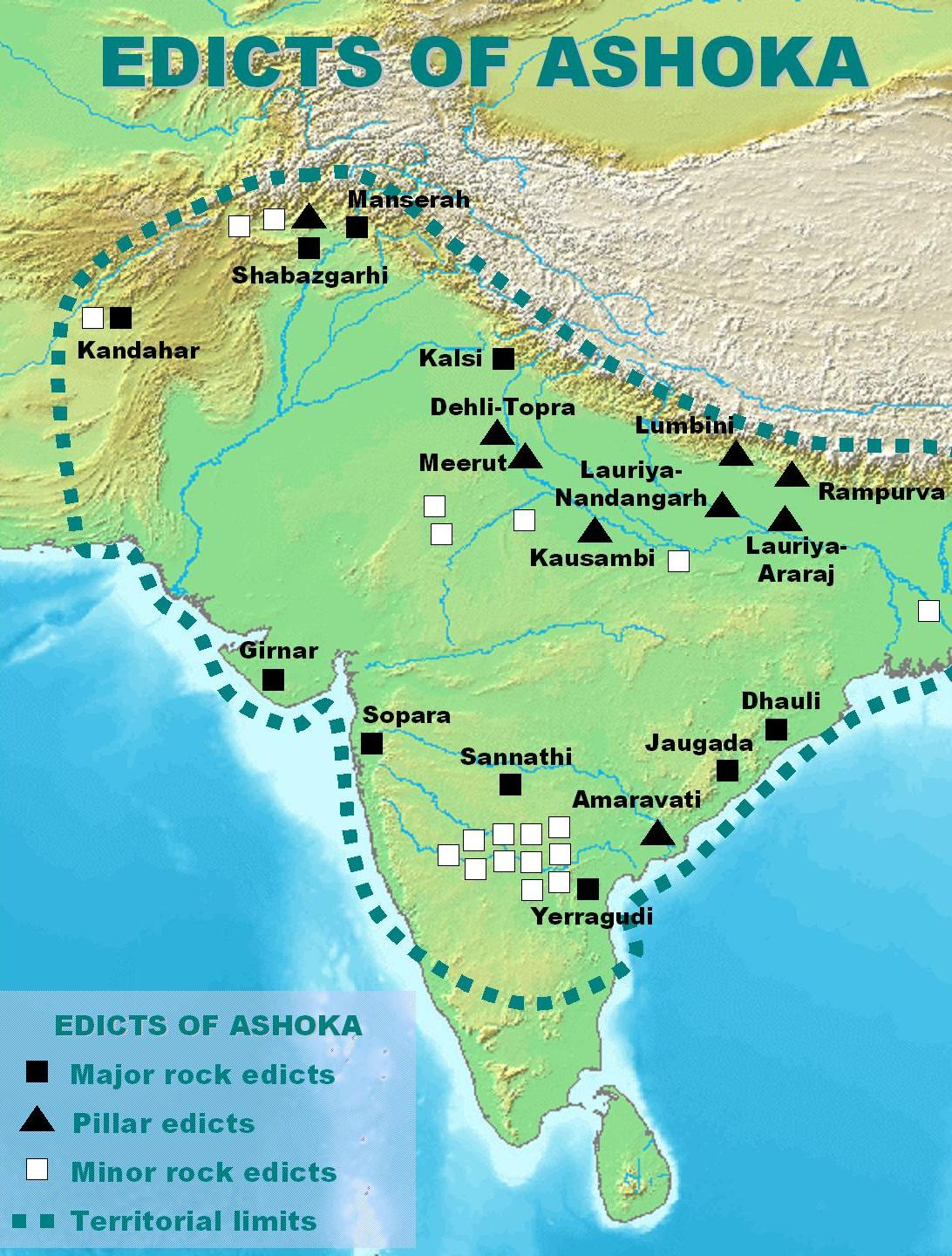
Distribució dels edictes d'Aixoka

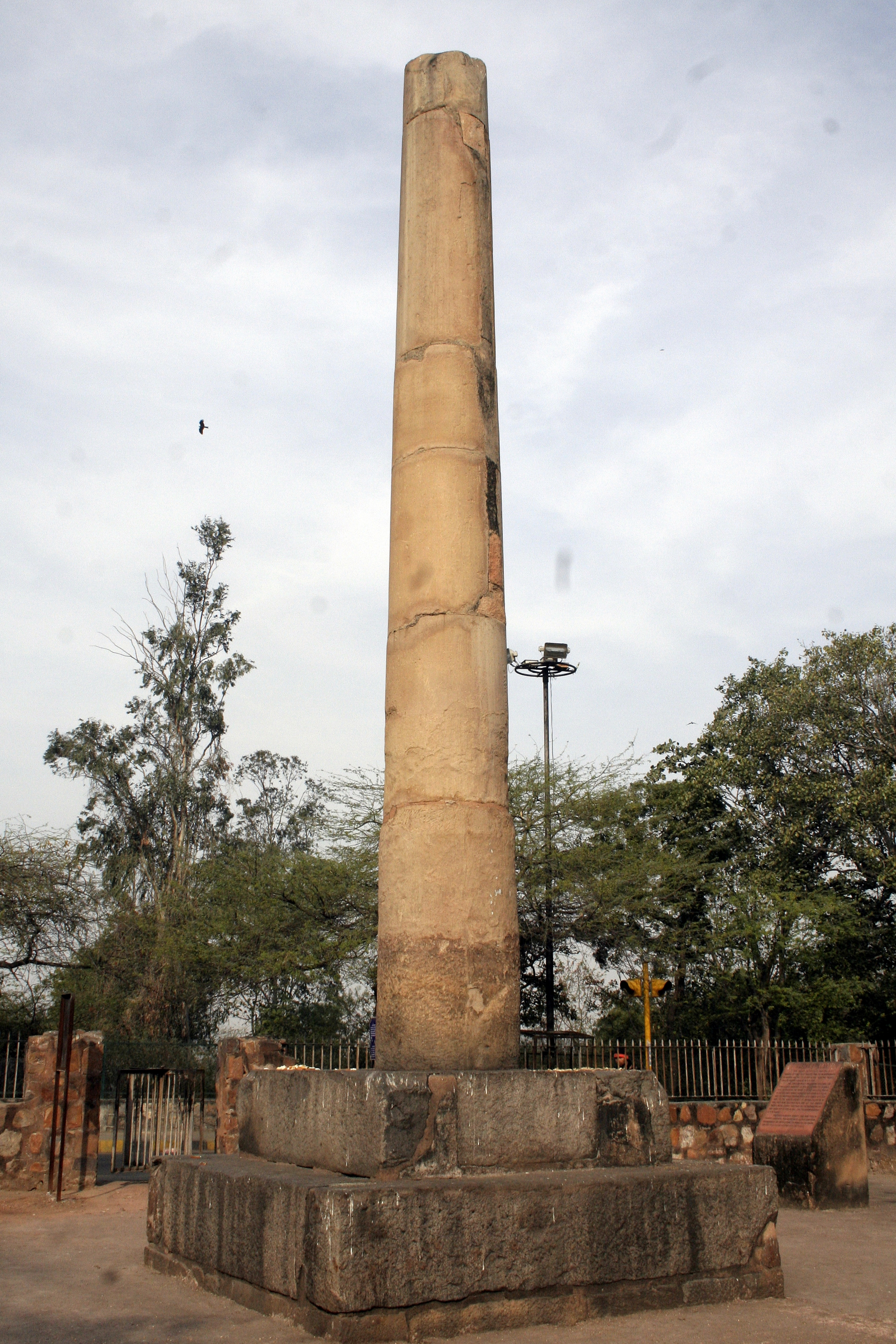
Un dels pilars traslladat a Delhi, prop de l'hospital Hindu Rao (Nova Delhi)

Els pilars d'Aixoka són una sèrie de columnes disperses en tot el nord del subcontinent indi, erigides –o almenys inscrites amb edictes― per ordre del rei Aixoka (de la Dinastia Maurya) durant el seu regnat al segle III aC. Al principi, hi va haver moltíssims pilars, però solament dinou van sobreviure amb inscripcions, i solament sis tenen capitells de la figura d'algun animal, que van ser objectiu dels iconoclastes musulmans. Molts es conserven en un estat fragmentari.
Els pilars de pedra tenien una mitjana d'entre 12 i 15 m d'altura i un pes de fins a 50 tones cadascun. En algunes ocasions els pilars van ser arrossegats centenars de quilòmetres, fins a on van ser erigits.

## Resum
Totes les columnes es van instal·lar en monestirs budistes, en molts llocs importants de la vida de Buda i en llocs de peregrinació. Algunes de les columnes porten inscripcions dirigides als monjos i monges.
Alguns van ser erigits per commemorar visites del rei Aixoka. La idea tradicional que tots els pilars s'extreien originalment en Chunar ―al sud de Benarés― i eren traslladats als seus llocs, abans o després de la talla, «ja no es pot afirmar amb confiança».
En canvi sembla que les columnes van ser esculpides en dos tipus de roca:
- pedra arenisca dura de gra fi i de color beix generalment amb petites taques negres, que s'extreia a Chunar;
- pedra arenisca tacada de vermell i blanc de la regió de Mathura.

La uniformitat d'estil en els capitells dels pilars suggereix que tots ells van ser esculpits per artesans de la mateixa regió. Sembla, doncs, que la pedra va ser transportada des de Mathura i des de Chunar fins als diferents llocs on s'han trobat els pilars, i allí van ser tallats i labrats per artesans.
Els pilars tenen quatre parts components en dues peces: les tres seccions dels capitells estan fetes en una sola peça, sovint d'una pedra diferent a la de l'eix monolític al que estan units mitjançant una espiga gran de metall. Els eixos són sempre llisos i suaus, amb secció transversal circular, estrenyent-se lleugerament cap amunt, i sempre cisellat a partir d'una sola peça de pedra. Les parts inferiors dels capitells tenen la forma i l'aspecte d'una campana suaument arquejada formada de pètals de lotus. Els àbacs són de dos tipus: quadrats i llisos, i circulars i decorats i amb diferents proporcions. Els animals que coronen les columnes són obres mestres de l'art mauria, es mostren sempre asseguts o dempeus, i cisellats com una sola peça amb l'àbac.
És de suposar que tots o la majoria dels pilars que ara manquen de capitells i animals, alguna vegada els van tenir. Les sis escultures d'animals que sobreviuen formen «el primer grup important de l'escultura de pedra índia», encara que es creu que provenen d'una tradició de columnes de fusta coronades per escultures d'animals en coure, cap de les quals ha sobreviscut. També és possible que alguns dels pilars de pedra siguin anteriors al regnat d'Aixoka. Hi ha hagut molta discussió sobre l'abast de la influència de la Pèrsia aquemènida, on són similars els capitells de les columnes que suporten els sostres a Persèpolis, i especialment el «estil hierático bastant fred» del capitell de lleó d'Aixoka (a la ciutat de Sarnath) mostra una «òbvia influencia aquemènida i sargónida».
Cinc dels pilars d'Aixoka, a Vaishali, Lauriya-Areraj, Lauria Nandangarh i dos a Rampurva, possiblement van marcar el curs de l'antic camí ral des de Pataliputra fins a la vall de Nepal. Diversos pilars van ser traslladats per posteriors governants de l'Imperi mogol, havent-los destruït els capitells amb animals.

## Llista de pilars d'Aixoka
Dos pelegrins xinesos medievals van registrar la ubicació de diverses columnes que ara han desaparegut: Fa Xian en registra sis i Xuan Zang quinze, de les quals solament cinc com a màxim es poden identificar amb columnes supervivents. Les principals supervivents ―enumerades amb les seves escultures d'animals i amb els edictes inscrits― són els següents:
- Sarnath, prop de Benarés (estat de Uttar Pradesh); quatre lleons, inscripció en el pilar, Edicte sobre el cisma.
- Sanchi, prop de Bhopal (estat de Madhya Pradesh); quatre lleons, Edicte sobre el cisma.
- Rampurva, a Champaran (estat de Bihar); dues columnes:
  - toro, edictes I, II, III, IV, V, VI
  - solament lleó, sense edictes;
- Vaishali (estat de Bihar) sol lleó, sense inscripció;
- Sankissa (estat de Uttar Pradesh); capitell amb elefant sol
- Lauriya-Nandangarth, a Champaran (estat de Bihar); solament lleó, edictes I, II, III, IV, V, VI.
- Kandahar, Afganistan (fragments de l'edicte VII).
- Ranigat, a Khyber Pakhtunkhwa (Pakistan)
- Delhi-Meerut (Delhi Ridge); edictes I, II, III, IV, V, VI; el 1356 van ser traslladats des de Meerut fins a Delhi per Firuz Shah Tughluq
- Delhi-Topra, en Feroç Shah Kotla; edictes I, II, III, IV, V, VI, VII; al segle XIV van ser traslladats des de Topra fins a Delhi per Firuz Shah Tughluq
- Lauriya-Araraj, a Champaran (estat de Bihar); edictes I, II, III, IV, V, VI.
- Allahabad (estat de Uttar Pradesh); originalment es trobava a Kausambi i possiblement va ser traslladat a Allahabad per l'emperador Yajanguir; edictes I a VI, edicte de la reina, i edicte del cisma).
- Amaravati (estat d'Andhra Pradesh).

El Capitell dels Lleons d'Aixoka a Sarnath ha esdevingut l'emblema del país.

## Inscripcions en pilars menors
Contenen inscripcions que registren a qui van ser dedicats.
- Lumbini, en el districte Rupandehi (Nepal); ha desaparegut el capitell original amb un cavall, esmentat pel pelegrí xinès Xuan Zang, i la part superior de la columna es va trencar en ser copejada per un raig.
- Nigali-Sagar (o Nigliva), prop de Lumbini, en el districte Rupandehi (Nepal); originalment es trobava prop de l'estupa Konakarnana de Buda.

## Descripció dels pilars

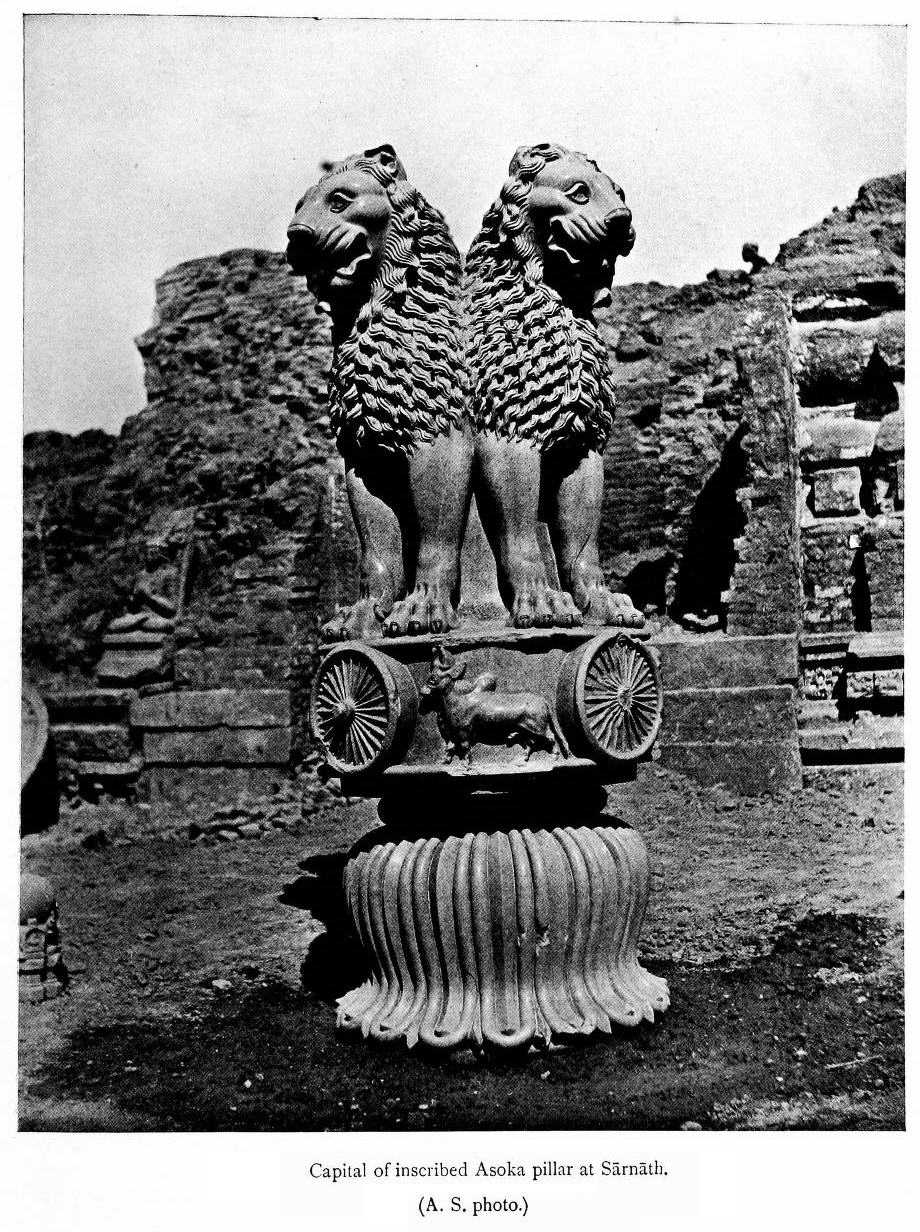
Els lleons d'Aixoka a Sarnath (estat d'Uttar Pradesh)

### Pilars que conserven els seus animals
El capitell més cèlebre és el dels quatre lleons, que es troba a Sarnath (Uttar Pradesh). Va ser erigit per l'emperador Aixoka al voltant de l'any 250 aC. També és anomenat  Columna Asoka. Els quatre lleons estan asseguts esquena contra esquena. La columna es manté en el mateix lloc, mentre que el capitell dels lleons es troba en el Museu de Sarnath. Aquest capitell de lleons d'Aixoka a Sarnath ha estat adoptat com l'emblema nacional de l'Índia, i la roda Aixoka Chakra de la seva base es va col·locar al centre de la bandera de l'Índia.
Possiblement els lleons eren la base d'una roda Dharma Chakra amb 24 radis, com es conserva en la rèplica del segle XIII construïda a Wat O Mong ―prop de Chiang Mai (Tailàndia)― per un rei tailandès.
El pilar de Sanchi també compta amb un capitell similar de quatre lleons però està danyat. A Rampurva hi ha dos pilars, un amb un toro i l'altre amb un lleó. Sankissa té solament un capitell d'elefant (danyat), en general no polit, encara que l'àbac està polit, almenys en part. El pilar que sostenia aquest capitell mai es va trobar, i potser mai es va erigir en el lloc.

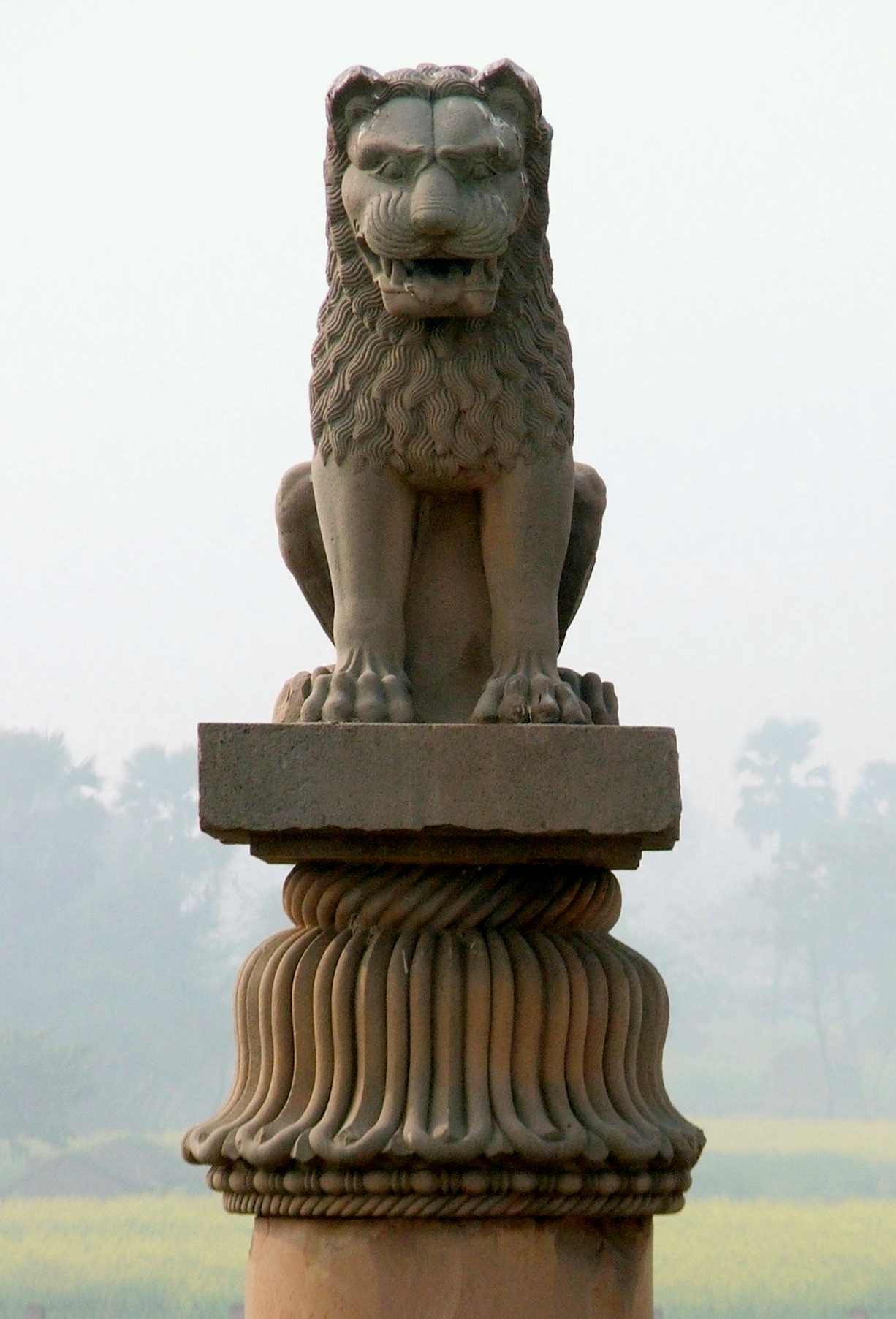
Vista frontal del capitell amb lleó a Vaishali

El pilar de Vaishali té un capitell amb un lleó. Aquest pilar es troba contigu al lloc on estaven un monestir budista i un tanc sagrat de coronació. Encara s'estan duent a terme excavacions, i s'han descobert diversos estupas que suggereixen un antic campus d'estudi proper al monestir. El lleó mira cap al nord, que és l'adreça que Buda va prendre en el seu últim viatge.
El 1969, la identificació del lloc on es va excavar es va veure afavorida pel fet que aquest pilar encara sobresortia del sòl. Existeixen més pilars d'aquest tipus a l'àrea, però tots estan desproveïts del capitell.

### Pilar a Allahabad
A Allahabad existeix una columna amb inscripcions d'Aixoka i inscripcions posteriors, atribuïdes a Samudragupta i a Jahangir. De la inscripció es dedueix que el pilar es va construir per primera vegada a Kaushambi, una localitat a uns 30 quilòmetres a l'oest d'Allahabad, que va ser la capital del regne Koshala, i es va traslladar a Allahabad, presumiblement sota el domini musulmà.
El pilar està ara situat dins de la fortalesa d'Allahabad, també el palau real, construït durant el segle XVI per l'emperador mogol Akbar en la confluència dels rius Ganges i Yamuna. Com l'exèrcit de l'Índia ocupa la fortalesa, aquesta es troba tancada al públic, per la qual cosa cal autorització especial per veure la columna. La inscripció d'Aixoka està en lletra brahmi i es data entorn del 232 aC. Una inscripció posterior, que s'atribueix Samudragupta (el segon rei de l'Imperi gupta), es troba en l'escriptura gupta que és una versió posterior i més refinada de l'escriptura brahmi, i està datada entorn del 375 . Aquesta inscripció indica l'abast de l'imperi que Samudragupta va construir durant el seu llarg regnat. En aquest moment ja havia estat rei durant quaranta anys, i governaria durant altres cinc. Després es troba una altra inscripció en persa, de l'emperador mogol Jahangir. El fort Akbar també alberga l'Akshay Vat, una figuera de l'Índia de gran antiguitat. La tradició diu que aquesta és la figuera que esmenta el Ramayana -text épic religiós del segle II aC.-, baix l'ombra del qual va orar el rei Rama quan estava a l'exili.

### Pilars a Lauriya-Areraj i Lauriya-Nandangarh
El pilar en Lauriya-Areraj, en el districte de Purba Champaran (estat de Bijar) actualment manca de capitell. La columna a Lauriya-Nandangarh, a 23 km de Bettiah, en el districte de Champaran Occidental (estat de Bihar) té un capitell amb un únic lleó. La gepa i les potes posteriors del lleó es projecten més enllà de l'àbac.

## Erecció dels pilars
Els pilars d'Aixoka poden haver estat erigits amb els mateixos mètodes que es van utilitzar per construir els antics obeliscs. Roger Hopkins i Mark Lehrner van realitzar diversos experiments per erigir obeliscs, incloses dues proves per erigir d'altres més petits i dues proves fallides per erigir un de 25 tones. Finalment, el 1999 van aconseguir erigir un obelisc de 25 tones.

## Idiomes i tipus d'escriptura
Inscripció en lletra bràmic en un fragment del sisè pilar d'Aixoka.
Alexander Cunningham, un dels primers estudiosos que van estudiar les inscripcions dels pilars, va assenyalar que aquestes es troben escrites en l'idioma pràcrit de l'est, el centre i l'oest de l'Índia, que ell crida «el dialecte panyabí (o nord-occidental), el dialecte uyyani (o mitjà), i el dialecte magadhi (o de l'est)».

## Redescobriments

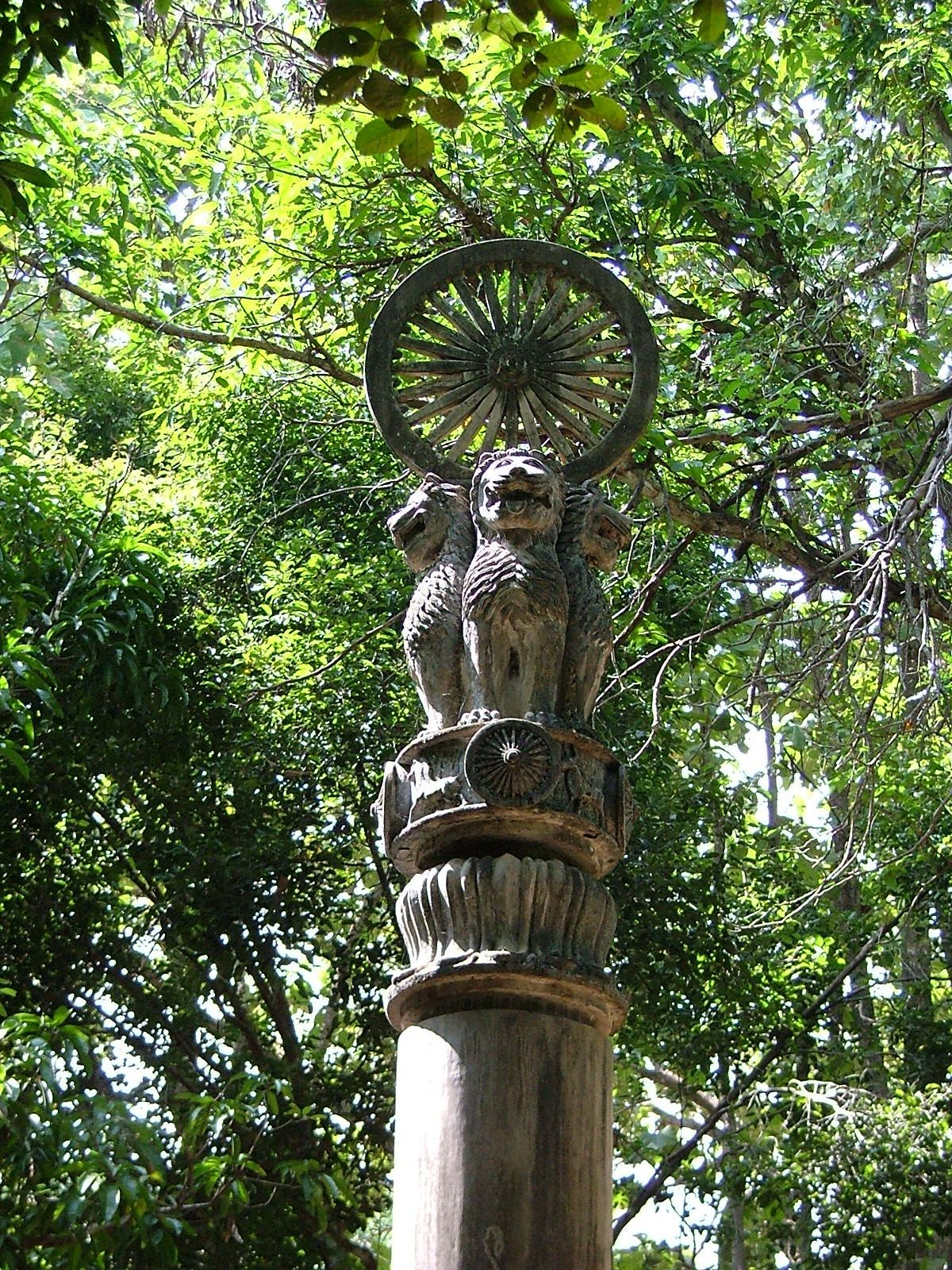
Rèplica del pilar d'Aixoka a Wat O Mong, prop de Chiang Mai (Tailàndia), construït pel rei Mangrai al segle XIII

Diversos pilars van caure, bé per causes naturals, o per acció de iconoclastas musulmans, i es van redescobrir gradualment. Un d'ells va ser notat al segle XVI pel viatger britànic Thomas Coryat a les ruïnes de la vella Delhi. Inicialment es va suposar que ―a partir de la manera en què brillava― que estava fet de bronze, però un examen més minuciós va adonar que estava construït en pedra arenisca polida amb una escriptura vertical que s'assemblava a alguna forma de grec. En els anys 1830, James Prinsep va començar a desxifrar-los, amb l'ajuda del capità Edward Smith i de George Turnour. Van determinar que l'escriptura feia referència a un rei Piyadasi ―que se sabia que era també l'epítet d'un governant indi conegut com a Aixoka, que havia arribat al tron 218 anys després que Buda va aconseguir la il·luminació. Des de llavors, els estudiosos van trobar 150 de les inscripcions d'Aixoka, tallades en la cara de les roques o en pilars de pedra, que marcaven un domini que s'estenia per tot el nord de l'Índia i al sud més enllà de l'altiplà central del Deccan. Aquests pilars van ser col·locats a llocs estratègics prop de les ciutats frontereres i de les rutes comercials.
El pilar de Sanchi es va trobar l'any 1851 en excavacions liderades per Sir Alexander Cunningham, primer cap del Servei Arqueològic de l'Índia. No quedaven rastres sobre el terreny del pilar de Sarnath, esmentat en relats de pelegrins xinesos medievals, quan es va permetre a F. O. Oertel, enginyer funcionari, sense cap experiència en arqueologia, excavar allí a l'hivern de 1904-1905. Primer va descobrir les restes d'un santuari gupta a l'oest de la estupa budista principal, per sobre d'una estructura aixoka. A l'oest d'aquest lloc va trobar la part inferior del pilar, alçat però trencat prop del nivell del terra. La major part de la resta del pilar es va trobar en tres seccions a prop, i després, quan es va excavar el capitell de Sanchi el 1851, la cerca d'alguna cosa equivalent va continuar, i el capitell del lleó d'Asoka, el més famós del grup, es va trobar molt a prop. Era d'execució més refinada i en molt millor condició que el de Sanchi. El pilar sembla haver estat deliberadament destruït en algun moment. Es va reconèixer que les troballes eren tan importants que el primer museu sobre el terreny a l'Índia -i un dels pocs que llavors hi havia al món- va ser creat per albergar-los.

## Antecedents de la construcció

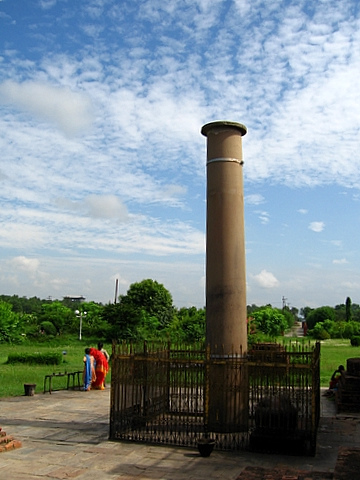
El pilar «menor» d'Aixoka a Lumbini

El rei Aixoka va ascendir al tron l'any 269 aC. heretant l'imperi fundat pel seu avi Chandragupta Mauria. Al començament del seu regnat, Aixoka va ser considerat un tirà. Vuit anys després del seu accés va fer una campanya a Kalinga on en les seves pròpies paraules «cent cinquanta mil persones van ser deportades, cent mil van ser assassinats i altres van perir». Després d'aquest esdeveniment, Aixoka es va convertir al budisme pel remordiment que sentia davant la pèrdua de tanta vida humana. El budisme no es va convertir en religió de l'estat però amb el suport d'Aixoka es va difondre ràpidament. Les inscripcions en els pilars descriuen edictes sobre la moralitat basades en dogmes budistes. Diu la llegenda que Aixoka va construir 84.000 estupas commemorant els esdeveniments i relíquies de la vida de Buda. Algunes d'aquestes estupas contenen xarxes de parets contenint els centre de radis i la vora d'una roda, mentre que unes altres contenien parets interiors en forma d'esvàstica. La roda representa el sol, el temps i la llei budista (la roda del Dret o dharmachakra), mentre que l'esvàstica representa la dansa còsmica al voltant d'un centre fix i defensa contra el mal.

### Teories alternatives
Ranajit Pal suggereix que el pilar, actualment a Feroç Shah Kotla, Delhi, que va ser portat des de Topra a Ambala va ser un dels altars perduts d'Alejandro.